# Медведев, Денис Тимофеевич
Денис Тимофеевич Медведев (бел. Дзяніс Цімафеевіч Мядзведзеў; род. 26 января 1988, Гомель) — белорусский футболист, полузащитник.

## Клубная карьера
Воспитанник «Гомеля», где долгое время выступал за дубль. С сезона 2008 он стал входить в основой состав гомельской команды. По итогам сезона 2009 «Гомель» потерял место в Высшей лиге, а Медведев ушёл на правах аренды в «Ведрич-97» из Речицы. Летом 2010 года он вернулся из аренды и начал выступать за команду «Гомель-2» во Второй лиге.
С 2011 года выступал в Первой лиге за «СКВИЧ», светлогорский «Химик» и «Речица-2014». В этих клубах он играл в основных составах.
С декабря 2014 года тренировался с «Гомелем». В марте 2015 года он подписал контракт с клубом. С июня 2015 года закрепился в основном составе «Гомеля», играл на позиции опорного полузащитника. В начале 2016 года, после вылета «Гомеля» из Высшей лиги, перешёл в минский «Луч». В августе 2016 года он покинул столичный клуб и вскоре вернулся в «Химик» из Светлогорска.
В начале 2017 года перешёл в «Неман-Агро», а в августе того же года стал игроком «Узды». В феврале 2018 года по делу о договорном матче (в котором полузащитник был замешан во время игры за «Луч») он получил двухлетнюю дисквалификацию от дисциплинарного комитета АБФФ. В 2018 году работал вне футбола, играя на любительском уровне.
В августе 2020 года его снова дисквалифицировали на 2 года из-за очередного дела о договорных матчах.

## Статистика
| Сезон    | Дивизион | Клуб        | Страна                    | Матчи | Голы |
| -------- | -------- | ----------- | ------------------------- | ----- | ---- |
| 2005     | дубль    | Гомель      | Флаг Беларуси (1995—2012) | 11    | 0    |
| 2006     | дубль    | Гомель      | Флаг Беларуси (1995—2012) | 22    | 1    |
| 2007     | дубль    | Гомель      | Флаг Беларуси (1995—2012) | 26    | 0    |
| 2008     | Д1       | Гомель      | Флаг Беларуси (1995—2012) | 3     | 0    |
| 2009     | Д1       | Гомель      | Флаг Беларуси (1995—2012) | 5     | 0    |
| 2010 (1) | Д2       | Ведрич-97   | Флаг Беларуси (1995—2012) | 15    | 0    |
| 2010 (2) | Д3       | Гомель-2    | Флаг Беларуси (1995—2012) | 16    | 2    |
| 2011     | Д2       | СКВИЧ       | Флаг Беларуси (1995—2012) | 21    | 0    |
| 2012     | Д2       | Химик       | Флаг Беларуси             | 26    | 0    |
| 2013     | Д2       | Ведрич-97   | Флаг Беларуси             | 29    | 0    |
| 2014     | Д2       | Речица-2014 | Флаг Беларуси             | 30    | 0    |
| 2015     | Д1       | Гомель      | Флаг Беларуси             | 177   | 0    |
| 2016 (1) | Д2       | Луч         | Флаг Беларуси             | 13    | 0    |
| 2016 (2) | Д2       | Химик       | Флаг Беларуси             | 10    | 0    |
| 2017 (1) | Д2       | Неман-Агро  | Флаг Беларуси             | 13    | 0    |
| 2017 (2) | Д3       | Узда        | Флаг Беларуси             | 10    | 0    |